# Карпатська покривно-складчаста споруда
Карпа́тська покри́вно-скла́дчаста спору́да — геологічна структура складної будови в межах Карпатської складчастої системи.
Утворює дугу, вигнуту на північний схід, у бік Східноєвропейської платформи, простягаючись від міста Братислави до Залізних Воріт на Дунаї.
Українська частина Карпатської покривно-складчастої споруди входить до складу Східних Карпат і у рельєфі відповідає Українським Карпатам.
Структура утворилась у результаті альпійського орогенезу на докембрійському і палеозойському фундаментах, які, за геофізичними даними, залягають на глибині 9—15 км. Виділяють 3 етапи розвитку споруди. На першому тріас-крейдовому етапі виникли структури Внутрішніх Карпат; на другому (донеогеновому) сформувалися Зовнішні Карпати; на третьому, який охоплював неогеновий період, відбувалися подальші підняття, гороутворення і насування у північно-східному напрямі на прилеглі зони новоутвореного Передкарпатського прогину.
Природною межею між Зовнішніми Карпатами і Закарпатським прогином є Пенінська зона. До Внутрішніх Карпат у межах України належить північно-західна частина Мармароського Масиву — Гуцульські Альпи. Зовнішні Карпати — це система покривів північно-західного простягання, кулісоподібне розміщених, згрупованих у структурно-фаціальні зони кількох рангів. Найбільшими з них є Рахівський покрив, Поркулецький покрив (інші назви — Буркутський, Сухівський), Чорногірський покрив (деякі дослідники виділяють Шопурський покрив і відносять його до Магурського покриву), Скибовий покрив, Магурський покрив, Дуклянський покрив і Кросненська зона.
Особливості тектонічної структури і геологічної будови регіону вивчаються понад 100 років, багато питань співвідношення між тектонічними елементами досі є дискусійними. Загальновизнано, що всі перелічені зони в напрямі перетину Мукачеве — Стрий занурюються. Спостерігаються значні амплітуди (не менше як 100 км) горизонтального переміщення на північний схід усіх безкореневих покривів — складно дислокованих скиб, що перекривають одна одну. Якщо вважати, що в геологічному минулому всі структурно-фаціальні зони Зовнішніх Карпат розділялися височинами, з яких зносився уламковий матеріал за крейдового і палеоганового періодів, початкова ширина Карпатської геосинкліналі було в 4—5 разів більша за сучасну. Різке зменшення поперечних розмірів імовірно супроводжувалось зменшенням ширини його фундаменту. Всі тектонічні одиниці Зовнішніх Карпат складаються з крейдово-полеогенового флішу загальною потужністю до 5—9 км (пісковики, алевроліти, аргіліти, що рівномірно перешаровуються); пласти вапняків і конгломератів трапляються рідко. У будові Мармароського масиву беруть участь також кристалічні сланці, гнейси, кварцити, вапняки й доломіти; у будові Пенінської зони — вапняки.
Потужні товщі стійких порід Мармароського масиву зумовили розчленований середньогірний рельєф Чорногори. Хребти флішевих Карпат мають нижчі абсолютні відмітки, для широкої смуги Кросненської зони характерні м'які форми, властиві піщано-глинистому олігоценовому флішу.
З корисних копалин Карпатської покривно-складчастої споруди найбільше значення мають нафта і природний газ (у смузі насуву на Передкарпатський прогин), а також мінеральні лікувальні води.